# Renpet
| M5 |

| M5 |

Renpet era, en el idioma egipcio, la palabra utilizada para 'año'. Deriva del verbo renep, "ser joven, rejuvenecer". Su jeroglífico es una rama de palmera despojada de hojas con una protuberancia que sirve para contar a modo de muesca. Muchas muescas indican muchos años y, como emblema, transmite el deseo de una larga vida.
Este símbolo aparece en monumentos y documentos, desde el reinado de Dyet de la Dinastía I de Egipto, al comienzo de la frase que registra el año de reinado de cada faraón. La Piedra de Palermo contiene renpets para separar la información sobre los reinados de los faraones.

## Diosa egipcia
| r · n | p · t | M4 |

| r · n | p · t | M4 |

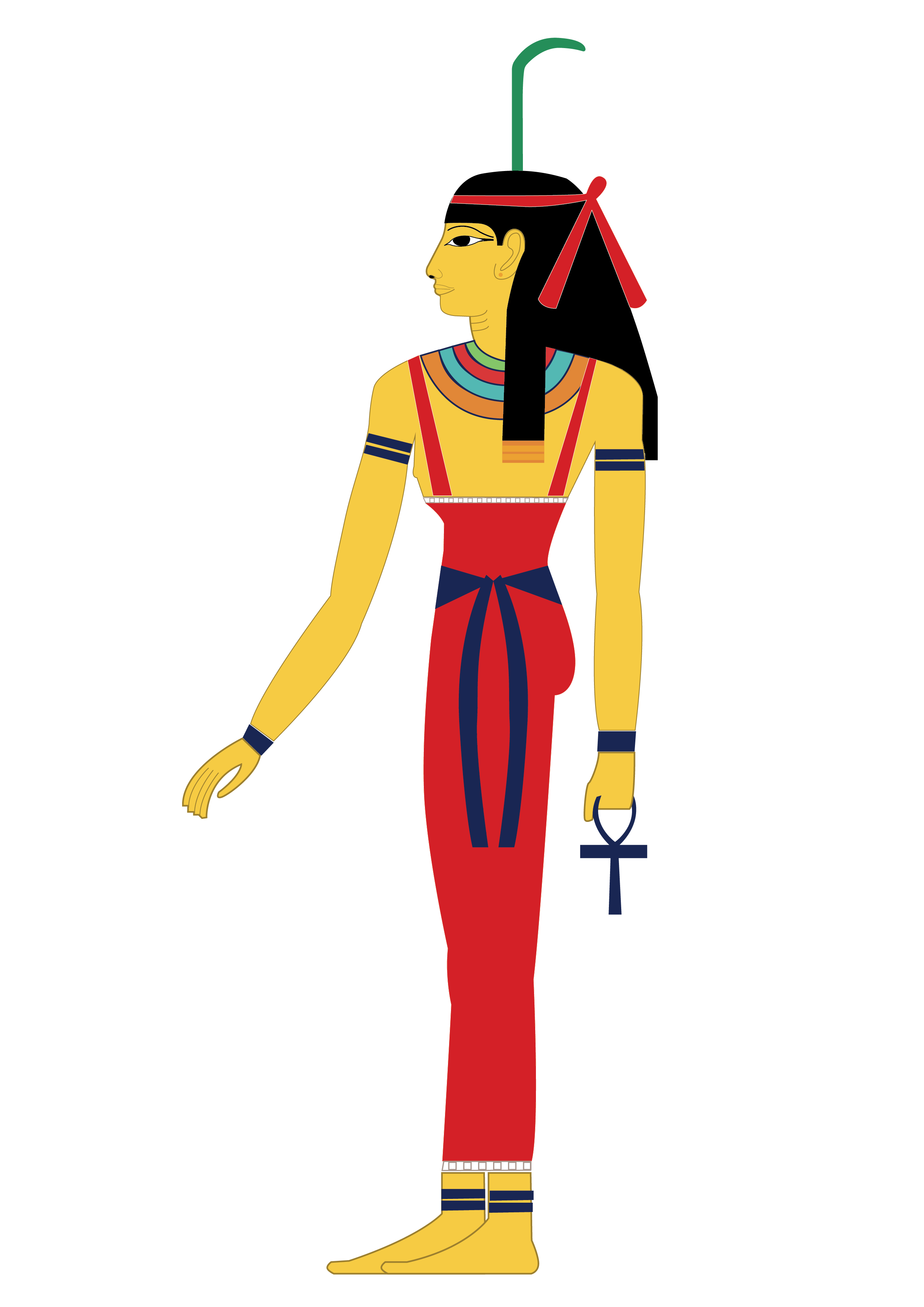
Diosa Renpet

Renpet es también la representación mitológica de los años, la llamada Señora de la Eternidad o Señora del Tiempo, la diosa egipcia que es representada como una mujer que lleva un brote (símbolo del paso del tiempo) de palmera en su cabeza. También es representada como una mujer que lleva varios símbolos de cultivos o cosechas por lo que también personificaba la fertilidad, la juventud, la primavera y la renovación. 
Fue muy popular en los últimos períodos del Antiguo Egipto. En determinados momentos se la asoció con el culto solar de
Sotis, la estrella Sirio o Estrella del Perro de los griegos. La primera aparición de Sirio en el cielo cada año señalaba el desbordamiento anual del Nilo.
A veces se la equipara con la diosa Aperetiset.